# Tour de Drenthe femenino 2017
La 11.ª edición del Tour de Drenthe femenino (oficialmente: Women's WorldTour Ronde van Drenthe 2017) se corrió el 11 de marzo de 2017 sobre un recorrido de 152,2 km con inicio y final en la ciudad de Hoogeveen en los Países Bajos.
La carrera hizo parte del UCI WorldTour Femenino 2017 como competencia de categoría 1.WWT del calendario ciclístico de máximo nivel mundial, siendo la segunda carrera de dicho circuito y fue ganada por la ciclista danesa Amalie Dideriksen del equipo Boels Dolmans. El podio lo completaron la ciclista italiana Elena Cecchini del equipo Canyon-SRAM Racing y la ciclista neerlandesa Lucinda Brand del equipo Sunweb.

## Equipos
Tomaron parte en la carrera un total de 20 equipos invitados por la organización, todos ellos de categoría UCI Team Femenino, quienes conformaron un pelotón de 118 ciclistas y de estos terminaron 37.
| Equipos femeninos (20)- Alé Cipollini Galassia - Boels Dolmans - BTC City Ljubljana - Canyon Sram Racing - Cervélo Bigla - Colavita-Bianchi - Cylance Pro Cycling - Drops - FDJ-Nouvelle Aquitaine-Futuroscope - Hitec Products - Lares-Waowdeals Women Cycling Team - Lensworld-Kuota - Lotto Soudal - Orica-Scott - Parkhotel Valkenburg-Destil Cycling Team - Sunweb - Team Tibco-Silicon Valley Bank - VéloCONCEPT Women - Wiggle High5 - WM3 Pro Cycling |
| |

## Clasificaciones finales
Las clasificaciones finalizaron de la siguiente forma:

### Clasificación general
| \| Clasificación general \| Clasificación general \| Clasificación general \| Clasificación general \| Clasificación general \| \| Ciclista \| Ciclista \| Equipo \| Tiempo \| \| \| --------------------- \| --------------------- \| --------------------- \| --------------------- \| --------------------- \| \| 1.ª \| Amalie Dideriksen \| Boels Dolmans \| 3 h 51 min 17 s \| \| \| 2.ª \| Elena Cecchini \| Canyon-SRAM Racing \| + 0 s \| \| \| 3.ª \| Lucinda Brand \| Sunweb \| + 0 s \| \| \| 4.ª \| Elisa Longo Borghini \| Wiggle High5 \| + 2 s \| \| \| 5.ª \| Annemiek van Vleuten \| Orica-Scott \| + 7 s \| \| \| 6.ª \| Jolien D'Hoore \| Wiggle High5 \| + 9 s \| \| \| 7.ª \| Marianne Vos \| WM3 \| + 9 s \| \| \| 8.ª \| Alice Barnes \| Drops \| + 9 s \| \| \| 9.ª \| Chantal Blaak \| Boels Dolmans \| + 9 s \| \| \| 10.ª \| Chloe Hosking \| Alé Cipollini \| + 9 s \| \| |                      |                    |                 |
| |                      |                    |                 |
| Fuente: ProCyclingStats |                      |                    |                 |
| Clasificación general |                      |                    |                 |
| Ciclista | Ciclista             | Equipo             | Tiempo          |
| 1.ª | Amalie Dideriksen    | Boels Dolmans      | 3 h 51 min 17 s |
| 2.ª | Elena Cecchini       | Canyon-SRAM Racing | + 0 s           |
| 3.ª | Lucinda Brand        | Sunweb             | + 0 s           |
| 4.ª | Elisa Longo Borghini | Wiggle High5       | + 2 s           |
| 5.ª | Annemiek van Vleuten | Orica-Scott        | + 7 s           |
| 6.ª | Jolien D'Hoore       | Wiggle High5       | + 9 s           |
| 7.ª | Marianne Vos         | WM3                | + 9 s           |
| 8.ª | Alice Barnes         | Drops              | + 9 s           |
| 9.ª | Chantal Blaak        | Boels Dolmans      | + 9 s           |
| 10.ª | Chloe Hosking        | Alé Cipollini      | + 9 s           |

## UCI WorldTour Femenino
El Tour de Drenthe femenino otorga puntos para el UCI WorldTour Femenino 2017, incluyendo a todas las corredoras de los equipos en las categorías UCI Team Femenino. Las siguientes tablas muestran el baremo de puntuación y las 10 corredoras que obtuvieron más puntos:
| Posición   | 1.ª | 2.ª | 3.ª | 4.ª | 5.ª | 6.ª | 7.ª | 8.ª | 9.ª | 10.ª | 11.ª | 12.ª | 13.ª | 14.ª | 15.ª | 16.ª | 17.ª | 18.ª | 19.ª | 20.ª |
| Puntuación | 120 | 100 | 85  | 70  | 60  | 50  | 40  | 35  | 30  | 25   | 20   | 18   | 16   | 14   | 12   | 10   | 8    | 6    | 4    | 2    |

| 1.ª  | Amalie Dideriksen    | Boels-Dolmans      | 120 |
| 2.ª  | Elena Cecchini       | Canyon SRAM Racing | 100 |
| 3.ª  | Lucinda Brand        | Team Sunweb        | 85  |
| 4.ª  | Elisa Longo Borghini | Wiggle High5       | 70  |
| 5.ª  | Annemiek Van Vleuten | Orica-Scott        | 60  |
| 6.ª  | Jolien D'Hoore       | Wiggle High5       | 50  |
| 7.ª  | Marianne Vos         | WM3                | 40  |
| 8.ª  | Alice Barnes         | Drops              | 35  |
| 9.ª  | Chantal Blaak        | Boels-Dolmans      | 30  |
| 10.ª | Chloe Hosking        | Alé Cipollini      | 25  |